# Marduk-iszmanni
Marduk-iszmanni lub Marduk-szimanni (w transliteracji z pisma klinowego zapisywane najczęściej mdAMAR.UTU-HAL(-a/an)-ni; w języku akadyjskim imię to odczytywać można zarówno w formie Marduk-išmanni, co znaczy „Marduk wysłuchał mnie”, jak i w formie Marduk-šimanni, co znaczy „Marduku, wysłuchaj mnie!”) – wysoki dostojnik, gubernator prowincji Amedi za rządów asyryjskiego króla Adad-nirari III (810-783 p.n.e.); z asyryjskich list i kronik eponimów wiadomo, iż w 799 r. p.n.e. sprawował też urząd eponima (akad. limmu). 